# Трошмарија
Трошмарија је насељено мјесто у саставу града Огулина у Карловачкој жупанији, Република Хрватска.

## Историја
До територијалне реорганизације у Хрватској насеље се налазило у саставу старе општине Огулин.

## Становништво
На попису становништва 2011. године, Трошмарија је имала 127 становника.